# 디셈버 (2014년 영화)
"디셈버"는 2014년에 개봉한 대한민국의 영화이다.

## 캐스팅
- 신명진 : 세나 역
- 김동원 : 수현 역
- 윤신 : 진화 역
- 오아연 : 지혜 역
- 안겨울

## 수상
- 2013년 제14회 전주국제영화제 JJ-Star상